# Esat Pasza
Esat Pasza lub Mehmet Esat Bülkat (ur. 18 października 1862 w Janinie, zm. 2 listopada 1952 w Stambule) – osmański generał, w 1920 roku minister marynarki wojennej.

## Życiorys
Ukończył szkołę podstawową oraz średnią w Janinie. W 1887 roku ukończył studia w Osmańskiej Akademii Wojskowej w Konstantynopolu, następnie kształcił się w Akademii Sztabu Generalnego w tymże mieście. W latach 1890-1894, za zgodą władz osmańskich, kontynuował naukę w Niemczech; w tym czasie stacjonował w niemieckich jednostkach wojskowych, uzyskał także obywatelstwo niemieckie.
Po powrocie do Imperium Osmańskiego został członkiem sztabu generalnego armii oraz asystentem Goltza Paszy, rok później został profesorem Osmańskiej Akademii Wojskowej.
Podczas wojny z Grecją był szefem sztabu 1 Dywizji Piechoty. 27 czerwca 1907 roku pełnił obowiązki dowódcy lub wicedowódcy 3 Armii. Zaangażował się w działalność Komitetu Jedności i Postępu, a 10 sierpnia 1908 roku został mianowany szefem sztabu 4 Armii, natomiast 13 kwietnia następnego roku objął funkcję zastępcy szefa sztabu generalnego; zrezygnował z tej funkcji w związku z degradacją, która miała miejsce 22 września tegoż roku. W 1911 roku został powołany na stanowisko dowódcy stacjonującej na półwyspie Gallipoli 5 Dywizji Piechoty, następnie dowodził nad 2 Korpusem w Tekirdağ, był także wicedowódcą 1 Korpusu.
W 1912 roku został przydzielony do 23 Dywizji Piechoty stacjonującej w Janinie, jeszcze w tym samym roku został dowódcą nowo utworzonego korpusu broniącego Janiny przed siłami greckimi podczas I wojny bałkańskiej. Poddał się 6 marca 1913 roku, do 2 grudnia tegoż roku pozostał jeńcem wojennym. Po powrocie do Imperium Osmańskiego objął dowództwo nad 3 Korpusem, który w trakcie I wojny światowej brał udział w bitwie o Gallipoli. 5 listopada 1915 roku Esat Pasza objął dowództwo nad 1 Armią, a 22 czerwca 1918 roku został głównodowodzącym 3 Armii.
22 listopada 1919 roku przeszedł na emeryturę, a w roku 1920 pełnił funkcję ministra marynarki wojennej. Nie kontynuował działalności politycznej, natomiast został członkiem zarządu jednego z towarzystw ubezpieczeniowych w Stambule. Zmarł 2 listopada 1952 roku w Stambule, jego ciało zostało pochowane na cmentarzu Karacaahmet w tymże mieście.

## Awanse
- binbaşı (1894)[1]
- kaymakam (1895)[1]
- miralay (1897)[1]
- mirliva (1901)[2][1]
- ferik (1906)[2][1][a]
- ferik-i evvel (1918)[1]

## Życie prywatne
Miał brata Wehiba, również wojskowego.
Żonaty z Esmą Asime Hanım, z którą miał córkę.